# Agriades varvelbona
Agriades varvelbona är en fjärilsart som beskrevs av Grum-grshimailo. Agriades varvelbona ingår i släktet Agriades och familjen juvelvingar. Inga underarter finns listade i Catalogue of Life.